# Nemoraea fortuna
Nemoraea fortuna là một loài ruồi trong họ Tachinidae.